# Juliano Belletti
Juliano Haus Belletti (født 20. juni 1976 i Cascavel) er en tidligere brasiliansk fodboldspiller, der blev spillede som højre back. Af hans større klubber kan nævnes Chelsea F.C., FC Barcelona og Villarreal CF.